# (13198) Banpeiyu
(13198) Banpeiyu est un astéroïde de la ceinture principale.

## Description
(13198) Banpeiyu est un astéroïde de la ceinture principale. Il fut découvert le 27 février 1997 à Kitami par Kin Endate et Kazuro Watanabe. Il présente une orbite caractérisée par un demi-grand axe de 2,28 UA, une excentricité de 0,07 et une inclinaison de 3,7° par rapport à l'écliptique.

## Compléments